# Евгенија на зрну грашка
„Евгенија на зрну грашка“ је југословенски филм из 1968. године. Режирао га је Александар Ђорђевић, а сценарио је писала Људмила Станојевић.

## Улоге
| Глумац             | Улога    |
| ------------------ | -------- |
| Миа Адамовић       | Евгенија |
| Слободан Алигрудић |          |
| Драган Николић     |          |
| Бора Тодоровић     |          |